# Steppe eurasienne
 (décembre 2017).
Si vous disposez d'ouvrages ou d'articles de référence ou si vous connaissez des sites web de qualité traitant du thème abordé ici, merci de compléter l'article en donnant les références utiles à sa vérifiabilité et en les liant à la section « Notes et références ».

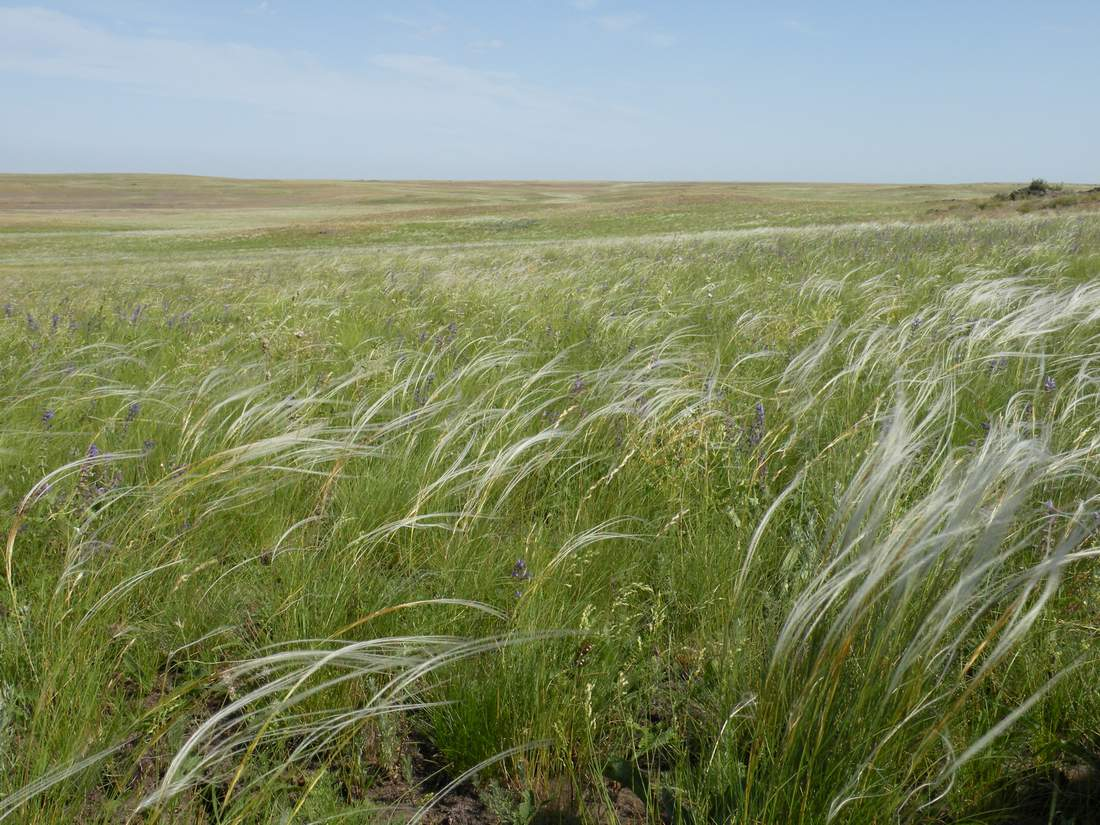
La steppe russe dans l'oblast d'Orenbourg.

La steppe eurasienne ou steppe eurasiatique (du russe : степь, step), également appelée Grande steppe eurasienne ou plus simplement Grande steppe, est en biogéographie une formation végétale correspondant au biome des Prairies, savanes et terres arbustives tempérées en Eurasie centrale. Il s'agit d'immenses étendues d'herbes presque dépourvues d'arbres composée d'une partie continue qui s'étend de la Roumanie à la Mandchourie et d'une exclave appelée steppe pannonienne séparée de la partie principale par les Carpates. La steppe est l'équivalent biogéographique en Eurasie de la prairie d'Amérique du Nord.

## Localisation

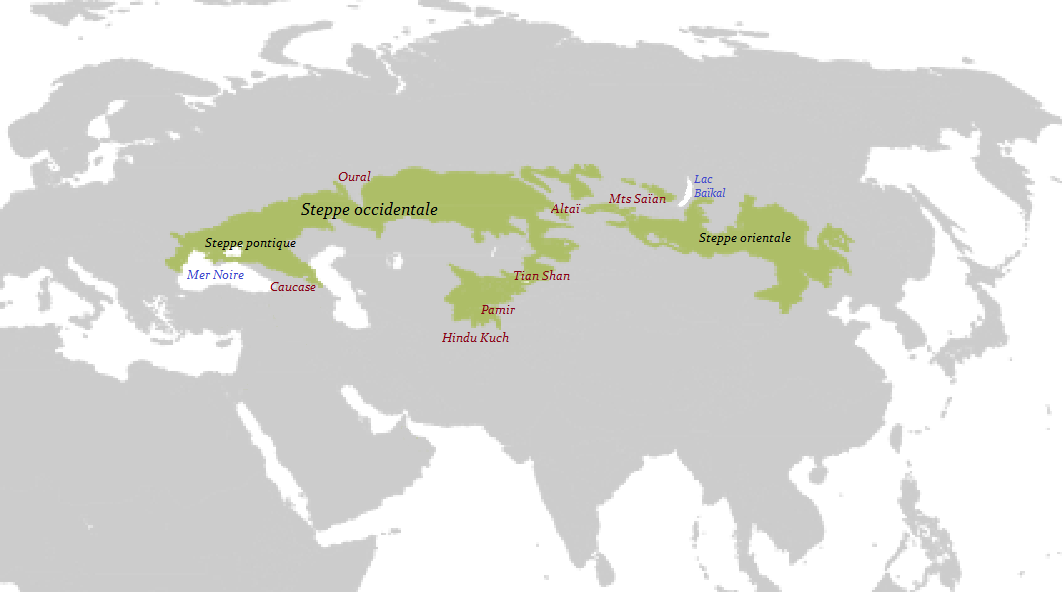
Localisation de la steppe eurasienne.

La steppe eurasienne forme une large bande continue depuis le delta du Danube et la côte nord de la mer Noire en Europe, jusqu'à la Mongolie et l'Altaï en Asie, où après une certaine discontinuité créée par les forêts et les alpages des montagnes de l'Altaï et des monts Saïan, elle se poursuit en Extrême-Orient en Mongolie et au nord de la Chine. Elle est bordée au nord par une bande de steppe boisée, transition avec les forêts (forêt décidue et mixte tempérée et taïga), et au sud par des végétations semi-arides en transition avec les déserts d'Asie centrale. Elle couvre également les piémonts occidentaux plus arrosés, les contreforts et les plateaux de plusieurs massifs montagneux d'Asie centrale, depuis l'Altaï au nord-est jusqu'à l'Hindou Kouch au sud-ouest en passant par le Tian Shan et le Pamir.
La puszta du bassin carpatique (en Hongrie notamment, ainsi qu'à l'est de l'Autriche) est aussi souvent rattachée à la steppe eurasienne ou à la steppe boisée.

## Écosystème
Selon les caractéristiques des espèces ligneuses et du couvert herbacé et leur densité, variant avec les climats (notamment la pluviométrie) et les sols, on parle de steppe arborée, de steppe buissonnante, de prairie dense d'herbes hautes, de steppe rase, de steppe clairsemée...
La steppe se caractérise par une variante modérément sèche du climat tempéré continental, avec des hivers rudes et des étés chauds, elle forme la transition entre les zones boisées et les zones désertiques des climats semi-arides.

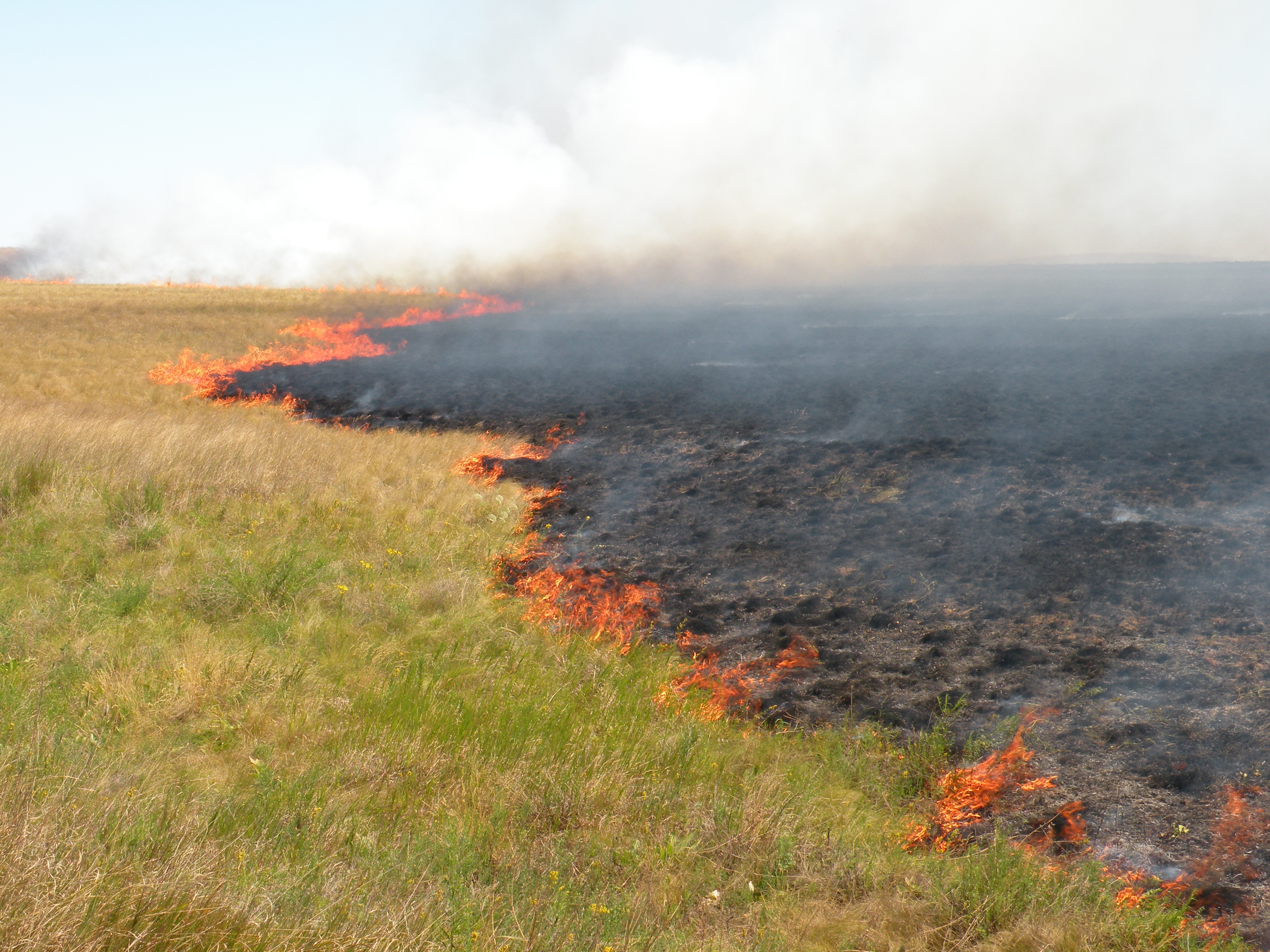
Un feu de prairie au Kazakhstan.

La formation végétale à l'équilibre qu'est la steppe est normalement dépourvue d'arbres, à l’exception des vallées alluviales, ce qui permet la distinction entre la steppe (ne contenant que des graminées, des plantes herbacées, et une strate muscino-lichénique) et la savane tempérée ou steppe boisée (dont la strate herbacée est souvent plus dense et haute et qui contient en plus des espèces arborescentes).

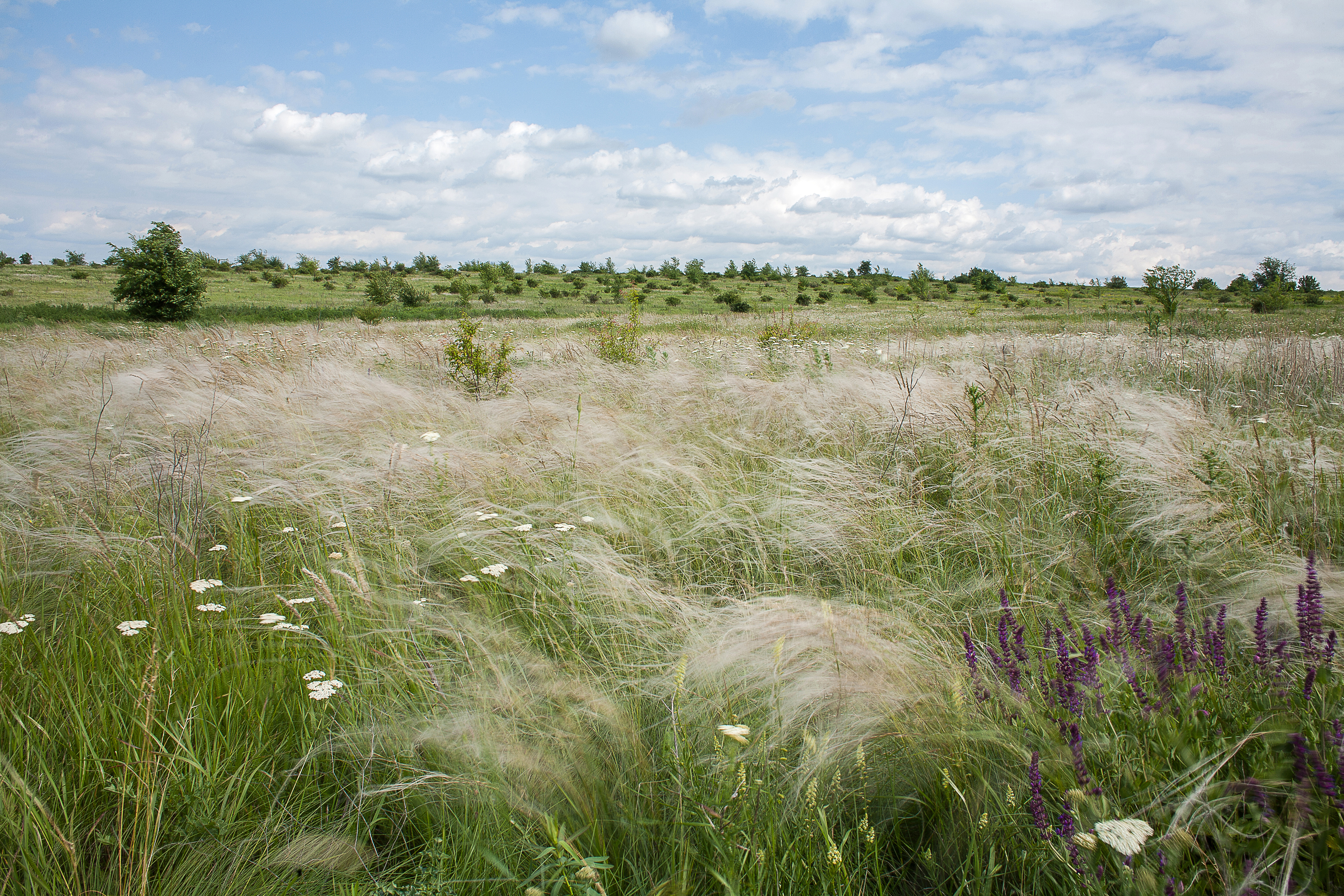
Une portion de steppe protégée en Ukraine. Des bisons y ont été réintroduits pour aider à empêcher la pousse des buissons et des arbres qui y feraient disparaître la flore prairiale.

On attribue la quasi absence naturelle d'arbres à la relative faiblesse ou l'irrégularité des précipitations avec des étés chauds, du moins si l'on compare aux régions de forêt décidue et mixte et de taïga plus au Nord. C'est surtout l'action déterminante des feux de prairie et de forêt, lors des sécheresses estivales qui y sont plus fréquentes que dans les régions forestières, qui explique l'ouverture du milieu, car, dans une partie au moins de la steppe, le climat est généralement assez humide pour permettre à un boisement de se maintenir s'il n'y a pas d'incendie. Il faut aussi ajouter un facteur biotique prépondérant : la forte charge en animaux herbivores, depuis les très nombreuses espèces de rongeurs qui caractérisent ces milieux aux ruminants et chevaux, et de nos jours dans les zones de nomadisme ce sont les animaux d'élevage qui ont pris la relève des troupeaux sauvages. Les herbivores jouent un rôle déterminant dans l'ouverture du milieu en abroutissant les pousses d'arbres et en entretenant la densité de la strate herbacée qui ralentit l’installation des ligneux. De plus la steppe est située dans un climat de bordure assez instable entre les zones tempérées plus humides (zone de la forêt décidue et mixte) et arides (semi-déserts et steppes arides d'Asie centrale), les épisodes d'aridification assez fréquents au cours des âges peuvent éliminer la forêt (asséchement et incendies, avancée du désert) qui n'a pas le temps de reconquérir l'espace durant les périodes plus humides qui voient alors le développement de verdoyantes prairies, et le processus de boisement est alors entravé par la colonisation plus rapide de la faune herbivore, qui prospère dans ces riches prairies, ainsi que par les feux de broussaille estivaux.

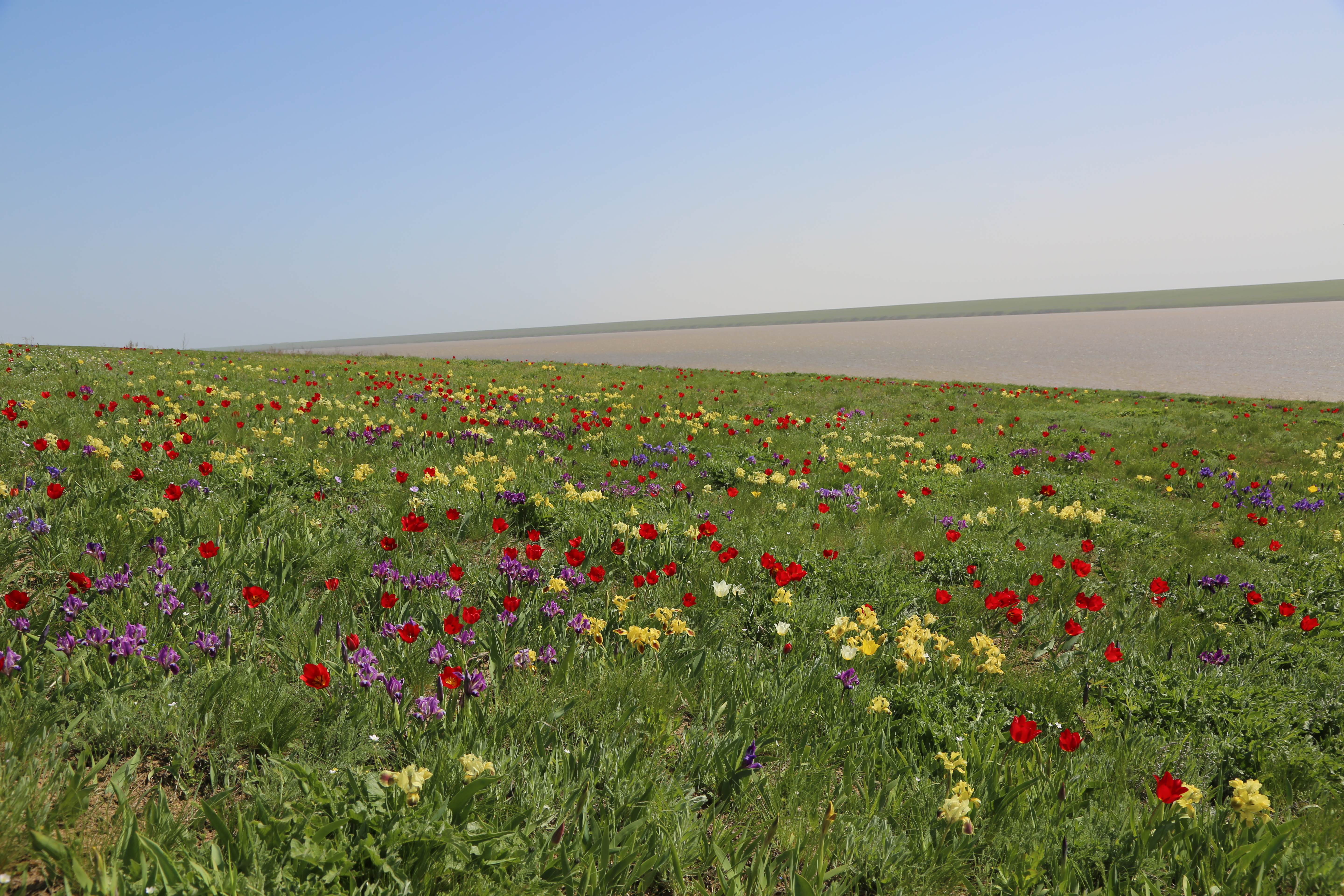
Au printemps, Tulipa suaveolens et Iris pumila parent la steppe eurasienne de leurs multiples couleurs. Oblast de Rostov.
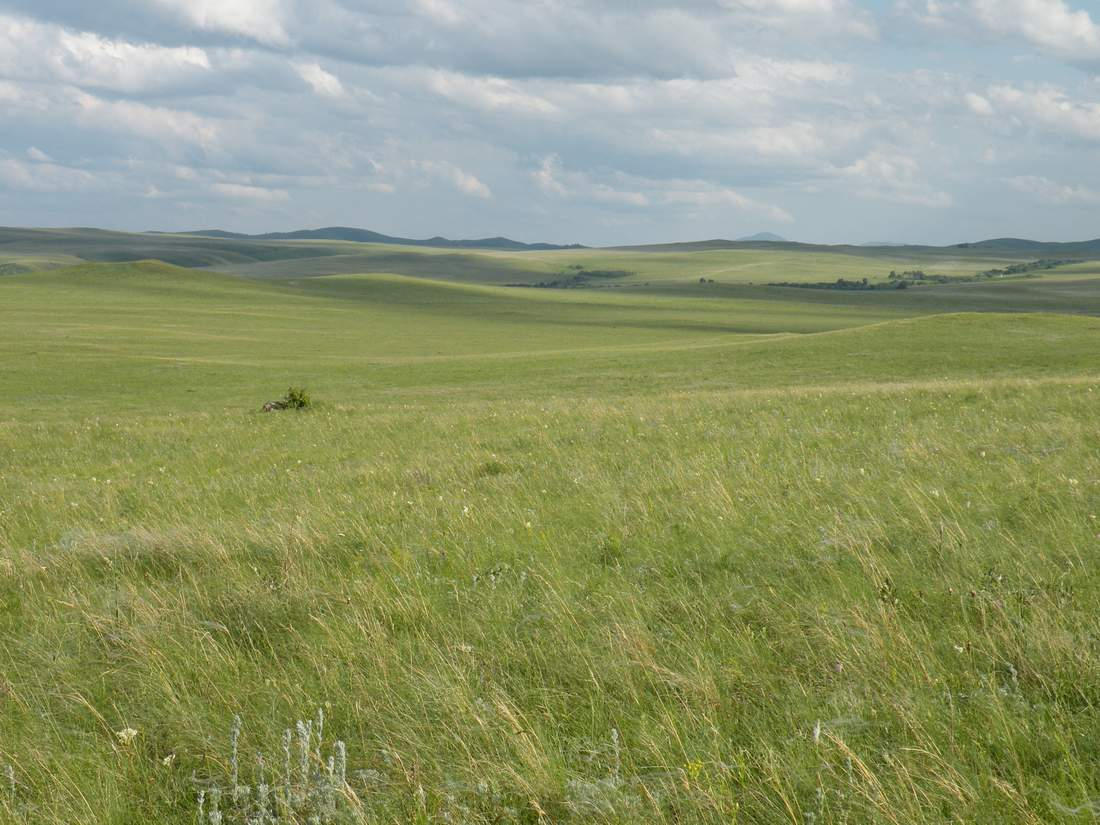
Steppe du Sud de la Sibérie en été, kraï de l'Altaï.
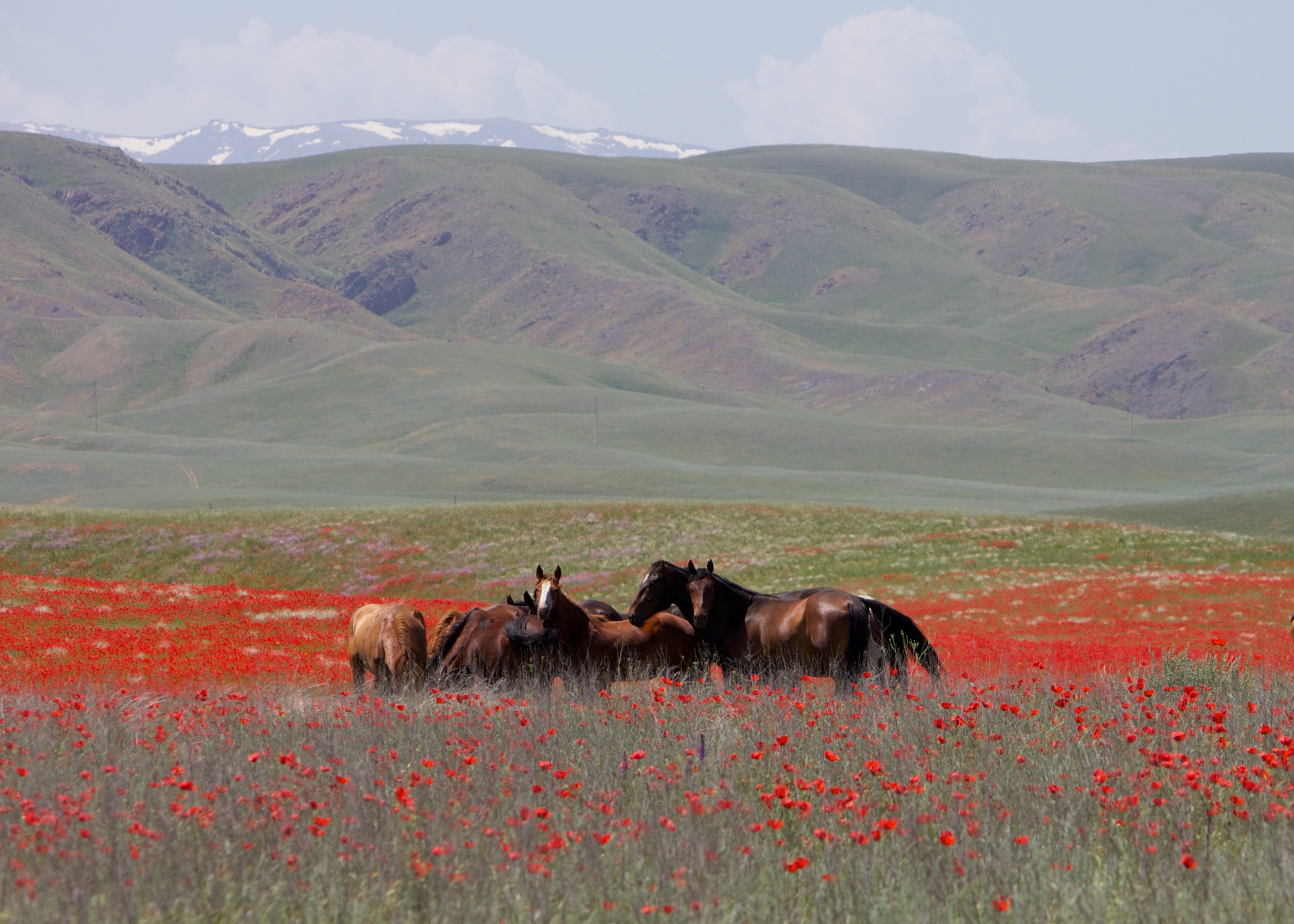
Paysage de la steppe pâturée dans l'est du Kazakhstan, en été.
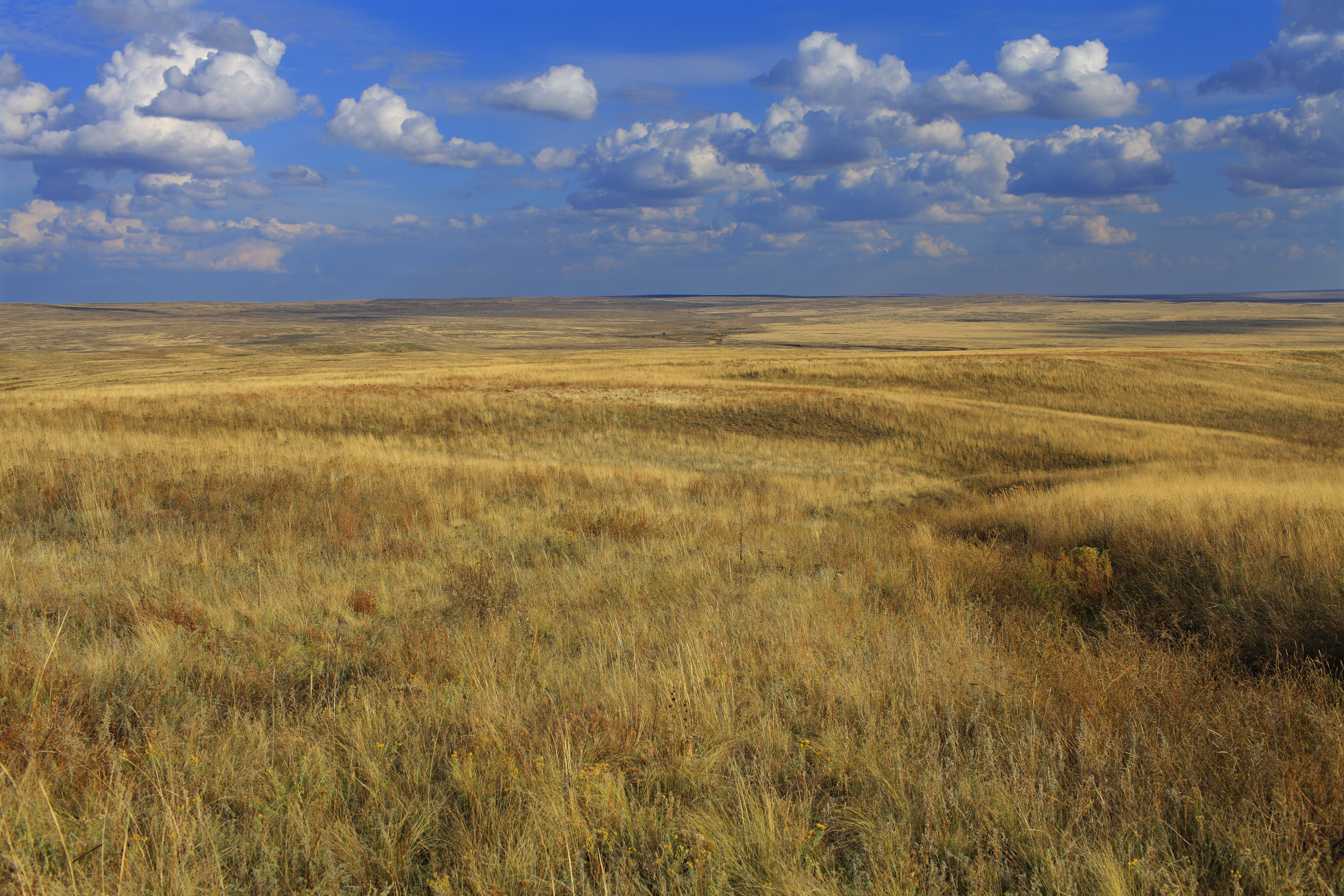
La steppe russe en automne, dans l'oblast d'Orenbourg.

## Faune

### Grands herbivores
Les grands mammifères herbivores étaient autrefois nombreux et diversifiés. L'ancêtre sauvage du cheval domestique peuplait par millions les steppes occidentales, avant d'être peu à peu remplacé et absorbé par ses descendants domestiqués, tandis que le cheval de Przewalski est une espèce vicariante de la steppe orientale. L'hémione ou âne sauvage a habité l'essentiel de la steppe, il survit aujourd'hui en Mongolie et a été réintroduit en Ukraine. De grands troupeaux de bisons d'Europe et d'aurochs y ont autrefois vécu à découvert, surtout dans la partie occidentale, mais en sont disparus assez tôt par la chasse et la concurrence avec l'élevage ; ils ont cependant été réintroduits dans quelques réserves. Plusieurs espèces de gazelles ont peuplé l'ensemble de la steppe, celles qui subsistent sont aujourd'hui localisées : la gazelle à goitre vit encore dans les zones désertiques d'Asie centrale, la gazelle à queue blanche est encore abondante dans la steppe orientale, et la gazelle de Przewalski survit précairement en Chine. L'antilope saïga est une espèce singulière, caractéristique des régions plutôt sèches mais qui allait autrefois jusqu'à la steppe boisée durant l'été. Cette espèce qui avait beaucoup régressé repeuple aujourd'hui les zones protégées de la steppe occidentale. L'ancêtre sauvage du chameau de Bactriane, dont il subsiste de nos jours une version sauvage apparentée seulement en Chine et en Mongolie, avait une aire de distribution probablement très vaste en Eurasie avant sa domestication, et des habitats assez divers (des déserts aux steppes boisées). Plusieurs espèces de bouquetins ont vécu dans les zones rocheuses jusqu'aux basses altitudes. Parmi les cervidés, le cerf élaphe à l'Ouest, remplacé par le cerf wapiti à l'Est, étaient autrefois abondants et très représentés dans l'art et la culture des peuples des steppes, mais ayant aussi été très chassés ils sont aujourd'hui devenus rares de cet habitat. L'élan persiste dans quelques zones humides, surtout en Orient. Contrairement au chevreuil européen, le chevreuil de Sibérie, répandu de la Russie d'Europe jusqu'à l'Extrême-Orient, vit volontiers dans les steppes entièrement à découvert, bien qu'il préfère les herbes assez hautes. Plus étonnamment, les fossiles ont démontré que le megaloceros a survécu dans les steppes boisées au sud-ouest de la Sibérie, au pied de l'Oural, jusqu'à - 5000 environ (7000 BP), sa disparition aurait coïncidé avec le développement de l'élevage et de l'agriculture dans la région à cette époque. Enfin, dans les marais et les forêts-galeries, les sangliers sont abondants.

### Rongeurs
De nombreux rongeurs sont inféodés à la steppe. Les marmottes y tiennent une place similaire à celle des chiens de prairie d'Amérique du Nord. La marmotte bobak peuple la steppe pontique et le nord du Kazakhstan, elle est remplacée par la marmotte de Sibérie dans la steppe orientale, la marmotte grise dans la zone de l'Altaï, et par Marmota menzbieri dans les piémonts et montagnes d'Asie centrale. Les sousliks (genre Spermophilus) sont des écureuils terrestres apparentés aux marmottes mais plus petits et plus vifs, un certain nombre d'espèces se répartissent en fonction des habitats et de la nature des sols. Par exemple pour la partie occidentale de la steppe, le souslik d'Europe et le souslik tacheté habitent plutôt la zone des steppes boisées, le souslik nain et le souslik rouge peuplent plutôt les régions de steppe ouverte, tandis que le souslik jaune se cantonne aux régions semi-arides. D'autres espèces de sousliks peuplent les steppes plus orientales. Chez les lagomorphes (qui ne sont pas des rongeurs stricto sensu), le lièvre d'Europe est très abondant dans une grande partie de la steppe dont il est originaire, le lièvre variable est également très présent dans tout le sud de la Sibérie ainsi que le nord du Kazakhstan et jusqu'au nord-est de la Chine. Le pika des steppes fait penser à un petit lapin rond à courtes pattes avec des oreilles courtes et rondes, il vit aujourd'hui dans le sud de la Sibérie et le nord du Kazakhstan et par le passé jusqu'en Ukraine, mais d'autres pikas le remplacent en Orient. Les hamsters, assez diversifiés, sont des rongeurs très caractéristiques de la steppe. En Europe sont présents le grand hamster, le hamster nain migrateur, localement des hamsters dorés (Mesocricetus newtoni autour du delta du Danube et Mesocricetus raddei en Ciscaucasie), puis plus à l'Est le hamster d'Eversmann, le hamster russe, etc. Les gerboises sont des rongeurs bipèdes à longues pattes arrière qui se déplacent rapidement en sautant comme de petits kangourous et en se servant de leur longue queue comme balancier. La grande gerboise notamment, aussi grande qu'un souslik, vit dans les prairies jusqu'aux lisières des forêts, tandis que les autres espèces de gerboises plus petites habitent les endroits plus arides. Parmi les petits rongeurs qui se nourrissent à la surface, le lagure des steppes (Lagurus lagurus), qui connait de fortes pullulations périodiques locales suivies de migrations à longues distances, mais aussi les sicistes, sont également typiques de cet habitat, auxquels s'ajoutent d'abondants campagnols (Microtus obscurus et Microtus levis du côté européen). Sous terre, vivent plusieurs espèces de Spalax ou rats-taupes, étranges rongeurs fouisseurs aveugles qui creusent inlassablement des galeries pour se nourrir des rhizomes et des bulbes, mais aussi les campagnols fouisseurs (Ellobius sp.).

### Prédateurs
Les grands prédateurs étaient aussi assez diversifiés, mais ils ont aujourd'hui en grande partie disparu. Le tigre de la Caspienne a disparu au XXe siècle en Asie centrale et en Turquie, mais il était signalé jusqu'en Ukraine et en Russie au Moyen Âge. Selon une étude génétique récente (2009), le tigre de la Caspienne appartenait en fait à la même souche que le tigre de Sibérie qui vit encore en Primorié. Les populations de tigres d'Asie centrale et celles d’Extrême Orient russe ont donc été reliées en un même ensemble à une époque assez récente (il y a quelques milliers d'années au maximum), par le sud de la Sibérie. D'ailleurs, de nombreuses incursions de tigres ont été relevées aux XIXe – XXe siècles au nord du Kazakhstan et dans tout le sud de la Sibérie, bien qu'il n'y eût a priori plus de population résidente répertoriée dans ces régions. Le tigre est un prédateur solitaire des milieux fermés, ainsi dans les régions steppiques il vivait surtout dans les vastes roselières et les forêts humides des plaines alluviales et du pourtour des nombreux lacs (ainsi que dans les forêts de montagne comme dans le Caucase et le Tian Shan), où il chassait principalement le sanglier et des cervidés, il ne vivait donc pas dans la steppe ouverte proprement dite. Il partageait son habitat avec l'ours brun, voire des léopards dans certaines zones. Le lion européen quant à lui était le principal prédateur des grands ongulés dans les habitats ouverts, chassant en groupe. Les ossements de lions montrent qu'ils étaient très présents durant une grande partie de l'Holocène dans les steppes européennes, de la Hongrie au sud de la Russie en passant par les Balkans et l'Ukraine, et probablement en Asie centrale. Il a survécu jusqu'à l'Antiquité (les peuples Scythes ont souvent représenté des lions dans leur art, ainsi que d'autres félins), mais il a disparu d'Europe dès l'Antiquité et les derniers lions signalés dans la steppe le sont au Daghestan au Moyen Âge. Dans les steppes vivaient également des guépards, qui furent même domestiqués et utilisés à la manière de chiens de chasse en Europe de l'Est au Moyen Âge. Ce prédateur peut être considéré comme réellement inféodé aux espaces steppiques, spécialisé dans la chasse des antilopes. Le loup gris est encore bien présent par endroits, tandis que les dholes semblent avoir entièrement disparu de la steppe orientale au XXe siècle. La panthère des neiges hante encore les régions escarpées d'Asie centrale à toutes altitudes. Parmi les petits prédateurs, on peut mentionner le renard corsac qui est un spécialiste de l'habitat de steppe et des milieux semi-arides, mais le renard roux est aussi bien présent dans les prairies plus luxuriantes et les vallées.

### Oiseaux
Parmi les oiseaux les plus caractéristiques de ce milieu on peut citer la grande outarde, l'outarde canepetière, la grue demoiselle, le tadorne casarca, le vanneau sociable, l'aigle impérial, l'aigle des steppes, le faucon sacre, le busard pâle, l'étourneau roselin, plusieurs alouettes, etc. Une grande partie des oiseaux européens sont présents également dans la steppe occidentale, y compris les espèces forestières dans les boisements des vallées alluviales et des pentes abritées.

### Insectes
Les insectes phytophages comme les sauterelles, les papillons et certains coléoptères, y tiennent une place importante en termes de biomasse animale et de consommation de la biomasse végétale.

## Utilisation par l'homme
Dans une grande partie de la steppe, et spécialement en ex-URSS et en Chine du Nord, tout comme dans la prairie d'Amérique du Nord, l'essentiel du territoire a été mis en culture là où la topographie et le climat sont favorables. La steppe occidentale est ainsi devenue l'un des grands bassins de production céréalière du Monde. L'Ukraine et le sud de la Russie étaient considérés comme le grenier à blé de l'URSS, au même titre que la prairie américaine pour les États-Unis, ce qui a occasionné le déclin de la flore et de la faune inféodées à ces milieux. En effet le blé notamment est particulièrement bien adapté au climat et aux sols de ce milieu, notamment sur la terre noire ou tchernoziom, un sol argilo-humique des parties nord de la steppe (plus humides), très riche en matière organique sur une grande profondeur (souvent 1 m, jusqu'à 6 m par endroits en Ukraine), souvent considérée comme le meilleur sol agricole au monde et dont la bande de steppe eurasiatique constitue la plus vaste étendue au monde. Cependant, du fait des conditions sèches qui règnent au sud de la zone, l'agriculture des franges méridionales est une agriculture sèche et extensive qui donnent de faibles rendements moyens, causant un grand étalement des besoins en surface exploitée. Ailleurs, notamment quand le relief ou les sols sont moins favorables à la culture, les steppes sont exploitées en pâturage pour l'élevage, encore fréquemment selon un régime de pastoralisme nomade dans les steppes d'Asie, comme en Mongolie et au Kirghizistan ou encore dans certaines zones de Sibérie, ce qui a permis de préserver cet écosystème dans ces zones.

## Rôle historique

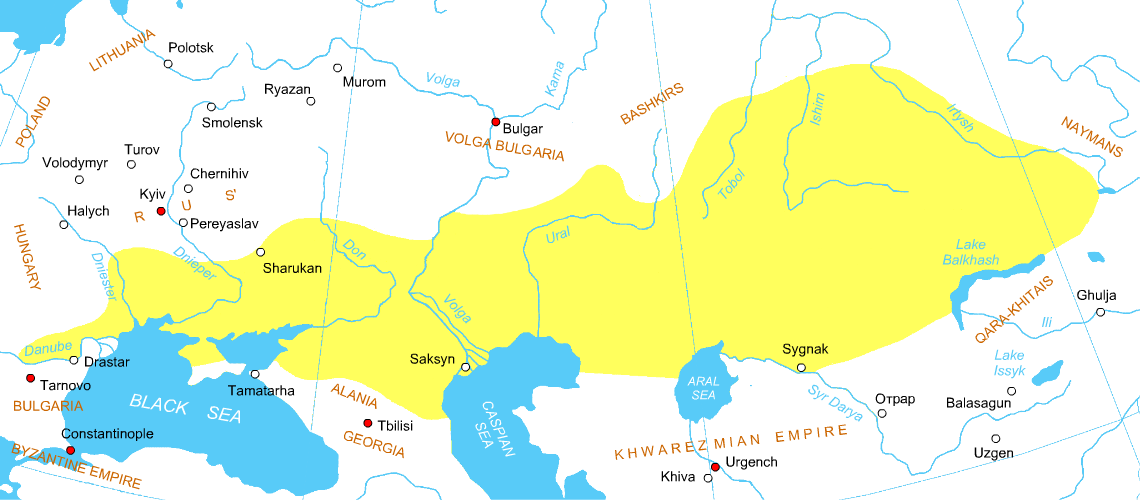
Cumania (1200)

La steppe formant une ample bande au cœur de l'Eurasie, elle a joué un rôle très important dans l'histoire de l'Ancien monde. Elle fut le théâtre de la domestication du cheval, animal originaire de la steppe qui permit l'apparition de populations très mobiles dans ces paysages ouverts et sans obstacle autre que les cours d'eau, vivant du pastoralisme nomade, suivie de l'invention des premiers chars de combat. La steppe constitua alors une véritable autoroute de migration pour ce qui semble être l'expansion indo-européenne, en plusieurs vagues à la fin du Néolithique et durant l'âge du bronze : d'abord les cultures de Yamna et d'Afanasievo puis les cultures de Sintashta et d'Andronovo. Les peuples scythes issus de ces indo-européens y ont ensuite développé l'équitation montée, leur permettant à leur tour de dominer toute l'Eurasie centrale durant l'âge du fer qui correspond à l'Antiquité classique. Ces peuplements successifs ont laissé leurs traces dans les steppes par de nombreux kourganes et des stèles anthropomorphes. Plus tard, à partir de la fin de l'Antiquité et au début du Moyen Âge, elle sera de la même manière la voie principale lors de l’expansion très rapide des peuples turcs et d'autres peuples comme les Huns, venus d’Extrême Orient, qui remplacèrent en partie les peuples indo-européens, provoquant des mouvements de populations en dominos dans toute l'Eurasie de l'Ouest qui sont l'une des causes des Grandes Invasions qu'a connues l’Occident. Puis, au XIIIe siècle, ce sera le tour de l'immense empire Mongol de Gengis Khan. Et enfin plus tardivement la colonisation russe de la Sibérie et d'une grande partie de l'Asie centrale à partir de la Renaissance passa également par la steppe grâce au cheval, ce qui explique la formation du plus vaste état encore existant. La ligne de chemin de fer russe du Transsibérien passe en partie par la steppe où se concentre encore aujourd'hui une part importante de la population ethniquement russe de Sibérie et du Kazakhstan.

## Galerie

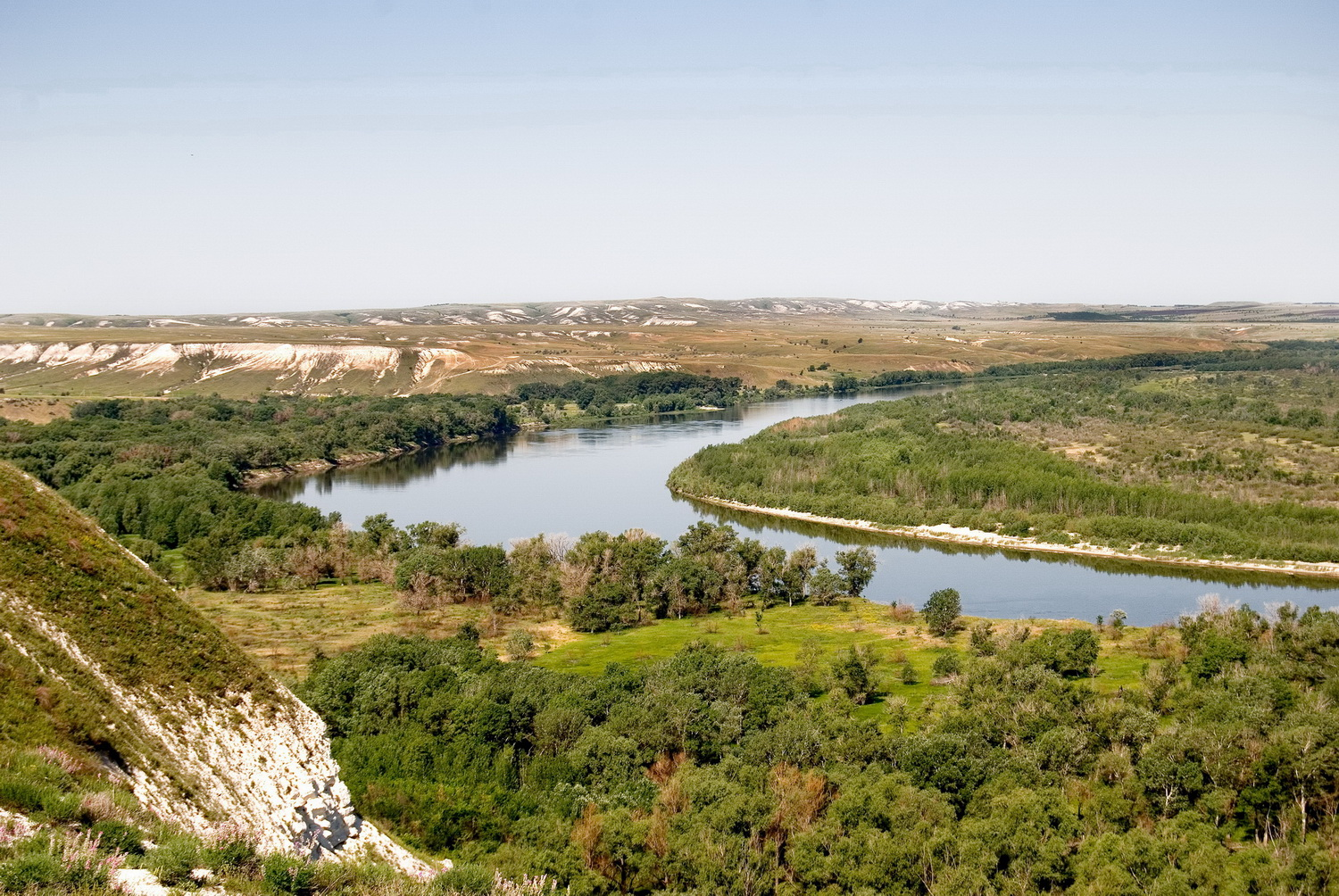
Steppe sèche sur plateau calcaire traversée par la vallée alluviale humide de la rivière Khoper. Oblast de Volgograd, Russie.
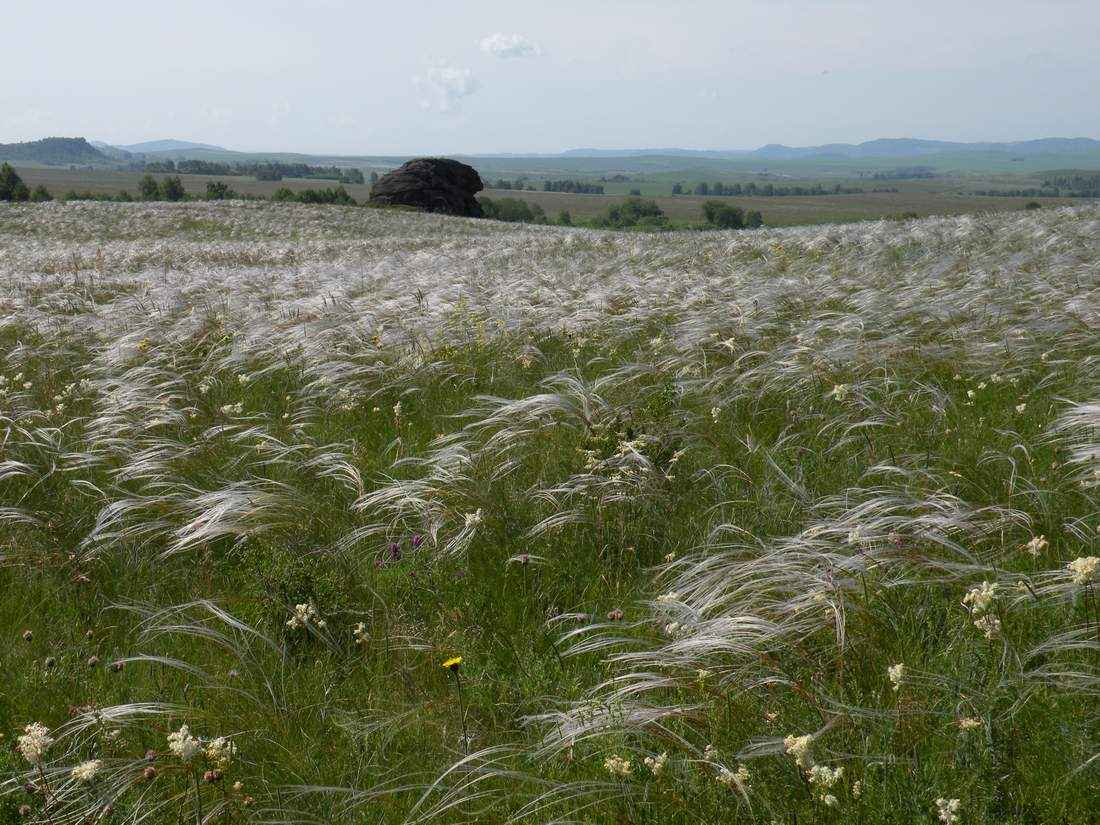
Steppe en Sibérie, kraï de l'Altaï, plantée de haies d'arbres durant l'ère soviétique pour tenter de diminuer les vents secs.
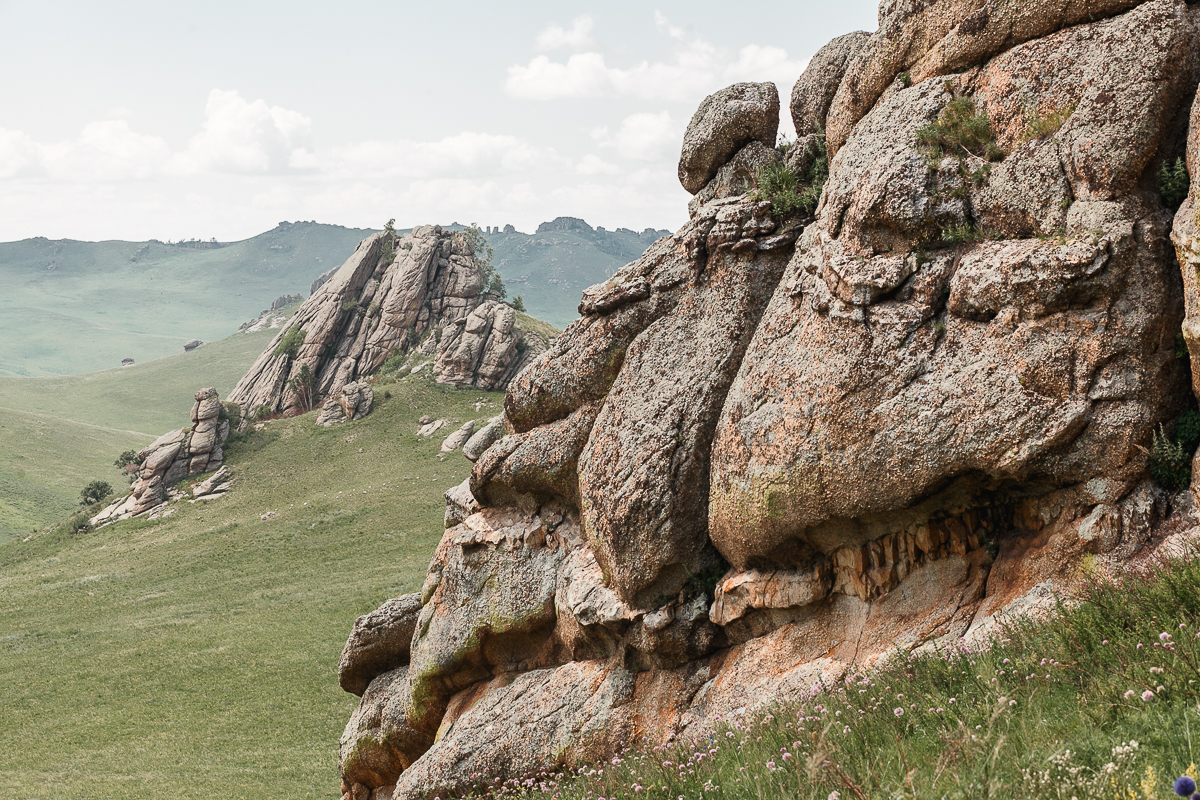
La steppe orientale dans l'est de la Sibérie, kraï de Transbaïkalie (Daourie).
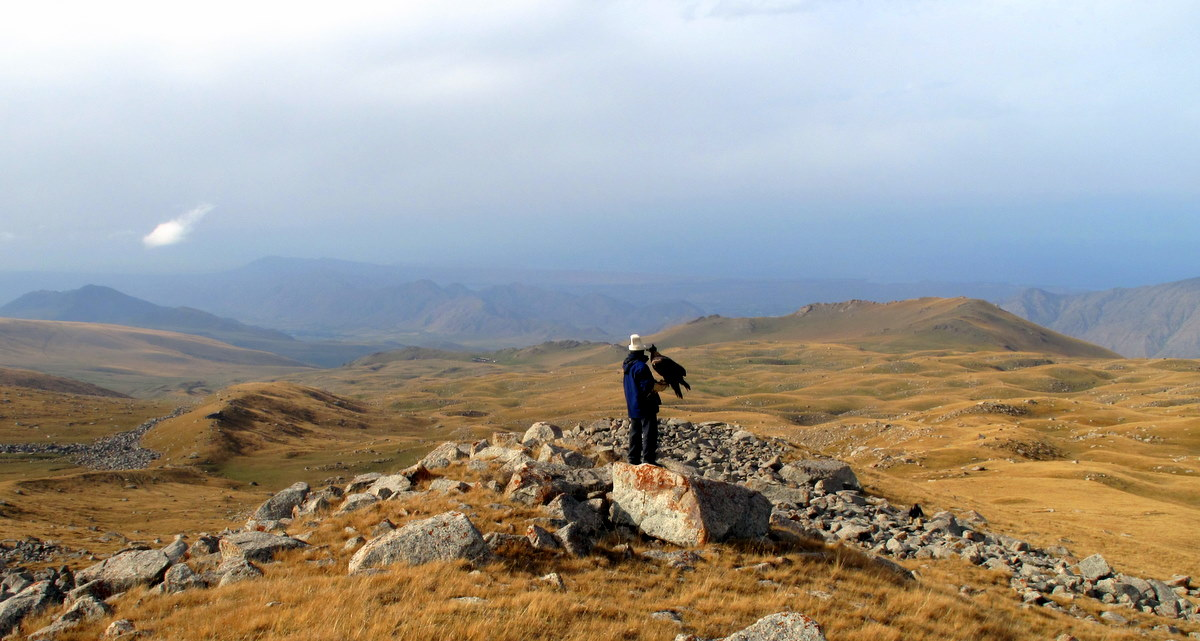
Steppe du Kirghizistan.